# خیل
خیل (به لاتین: Xıl) یک منطقه مسکونی در جمهوری آذربایجان است که در شهرستان ماساللی واقع شده‌است. خیل ۳۸۴۸ نفر جمعیت دارد.

## بومیان شناخته‌شده
- الشاد حسین‌اُف — قهرمان ملی جمهوری آذربایجان.[۱]